# Edacheri
Edacheri es una ciudad censal situada en el distrito de Kozhikode en el estado de Kerala (India). Su población es de 26819 habitantes (2011). Se encuentra a 52 km de Kozhikode.

## Demografía
Según el censo de 2011 la población de Edacheri era de 26819 habitantes, de los cuales 12368 eran hombres y 14451 eran mujeres. Edacheri tiene una tasa media de alfabetización del 93,19%, inferior a la media estatal del 94%: la alfabetización masculina es del 96,89%, y la alfabetización femenina del 90,09%.